# Isabelo Caiban Abarquez
Isabelo Caiban Abarquez (* 8. Juli 1959 in Panlaan, Provinz Cebu, Philippinen) ist ein philippinischer Geistlicher und Bischof von Calbayog.

## Leben
Isabelo Caiban Abarquez empfing am 23. Juni 1987 durch den Erzbischof von Cebu, Ricardo Kardinal Vidal, das Sakrament der Priesterweihe.
Am 27. Dezember 2002 ernannte ihn Papst Johannes Paul II. zum Titularbischof von Talaptula und bestellte ihn zum Weihbischof in Cebu. Der Erzbischof von Cebu, Ricardo Kardinal Vidal, spendete ihm am 18. Februar 2003 die Bischofsweihe; Mitkonsekratoren waren der Bischof von Dumaguete, John Du, und der Bischof von Tagbilaran, Leopoldo Sumaylo Tumulak. Am 19. Juni 2004 bestellte ihn Johannes Paul II. zum Weihbischof in Palo. Papst Benedikt XVI. ernannte ihn am 5. Januar 2007 zum Bischof von Calbayog. Die Amtseinführung erfolgte am 8. März desselben Jahres.